# Джембрана (округ)
Джембрана (индон. Jembrana) — округ в провинции Бали, Индонезия. Административный центр — Негара.

## Административное деление и демография
Округ делится на 5 районов:
| Название  | Население, чел. (2010) |
| --------- | ---------------------- |
| Негара    | 77 818                 |
| Джембрана | 51 634                 |
| Мендойо   | 56 222                 |
| Мелая     | 50 381                 |
| Пекутатан | 25 583                 |

## Достопримечательности
- Храмы Рамбут Сиви, Джати, Маджапахит
- Национальный парк «Западный Бали»
- Пляжи Балук Ренинг, Делот Беравах, Медеви
- Плотины Паласари